# Laurent Bidot
Pour les articles homonymes, voir Bidot.
Laurent Bidot est un auteur de bande dessinée, né le 21 janvier 1967 à Paris.

## Biographie
Après des études à l'École supérieure d'arts graphiques Penninghen à Paris de 1986 à 1992, où il suit les cours de Roman Cieslewicz, Frank Horvat et Jacques Auriac, Laurent Bidot travaille dans la communication graphique. 
En 2001, il écrit et dessine son premier album pour les Éditions Glénat : L'histoire de la Grande Chartreuse en BD. De 2002 à 2006, il réalise la série Le Linceul d'après l'histoire du suaire de Turin,. Il écrit et dessine entre 2007 et 2010 une Histoire du Mont-Saint-Michel, puis deux albums d'une série intitulée : L'Éternel.
L'ascension du Mont Blanc en octobre 2009 lui donne l'idée d'un récit racontant l'aventure de Jacques Balmat et Michel Paccard. Le projet se concrétise en 2009 lors de la rencontre de l'écrivain Vivianne Perret. L'année suivante, il signe le scénario et le dessin d'un album consacré au site de Carnac.
En 2012, il travaille avec Didier Convard sur la série Paradoxes. Parallèlement, il se consacre à l'écriture du scénario de la série Le Gouffre de Padirac en partenariat avec la Société d'exploitations spéléologiques du gouffre de Padirac. Il écrit depuis 2015 Auguste et Romulus, une série d'humour et d'aventure se déroulant aux premières heures du christianisme. Etienne Jung en réalise la mise en images. En 2018, il dessine sur un scénario d'Arnaud Delalande d'après une idée d'Yvon Bertorello, un roman graphique consacré au pape François, qui reçoit un accueil critique positif dans la presse, notamment dans Le Monde des Religions ou La Croix émet une critique positive de cet album, malgré quelques légers défauts,.  
Fin 2019, il propose aux éditions Les Arènes d’adapter en bande dessinée le livre de Joseph Weismann Après la Rafle paru aux éditions Michel Lafon. Le livre écrit avec Caroline Andrieu raconte ses souvenirs d’enfant raflé le 16 juillet 1942 à Montmartre avec sa famille. Le scénario est écrit par Arnaud Delalande. La sortie de l’album est prévue fin janvier 2022, année des 80 ans de la Rafle du Vel d'Hiv.  En 2021, il travaille sur un biopic consacré au Colonel Arnaud Beltrame sur un scénario d’Arnaud Delalande. Les auteurs bénéficient dans leur travail du soutien de Marielle Beltrame, l’épouse du gendarme tué par un terroriste à Trèbes le 23 mars 2018. 

## Publications

### Albums BD
- Padre Pio (scénario et dessin), Éditions du Triomphe, 2000.
- L'Histoire de la Grande Chartreuse en BD (scénario et dessin), Glénat, (coll. « Vécu »), 2001.
- Le Linceul (scénario et dessin), Glénat, (coll. « La Loge noire ») :

1. Les Ombres de la relique, 2003[8].
2. Le Cercle du sydoine, 2004.
3. Les Vikings de Dieu, 2005.
4. L'Agitateur public, 2006.

- L'Histoire du Mont-Saint-Michel (scénario et dessin), Glénat, (coll. « Vécu »), 2007.
- L'Éternel (scénario et dessin), Glénat, (coll. « La Loge noire ») :

1. Le Saint, 2008.
2. Le Sang du martyr, 2009.

- Mont-Blanc - Le Royaume de la déesse blanche (dessin), avec Vivianne Perret (scénario), Glénat, (coll. « Grafica »), 2010.
- Carnac – Cœur de pierre (scénario et dessin), Glénat et les Éditions du Patrimoine, 2011.
- Paradoxes (dessin), avec Didier Convard (scénario), Glénat, (coll. « Grafica ») :

1. L'homme infini, 2013.
2. L'éventualité, 2014.

- Le Gouffre de Padirac (scénario), avec Lucien Rollin (dessin) et Jean-Jacques Chagnaud (couleur), Glénat, (coll. « Grafica ») :

1. Édouard-Alfred Martel et l'incroyable découverte[9], 2014.
2. L'invention d'une visite extraordinaire, 2015.
3. Retour sur de fabuleux exploits, 2016.

- L'Histoire des Bénédictins (scénario), avec Hugo Hallé et Thibault Nèves (dessin et couleur), Éditions Artège, 2015.
- J'y crois pas ! Tribulations d'une brebis égarée (scénario et dessin), Éditions Mame, 2016.
- Le secret de la Chartreuse[10] (scénario et dessin), avec Irène Hafliger (couleur), Glénat, (coll. « Grafica ») 2016.
- Auguste et Romulus (scénario), avec Étienne Jung (dessin et couleur), Éditions Mame :

1. Au matin du troisième jour, 2016.
2. L'or de Pilate, 2018.

- François : Des favelas au trône de Saint-Pierre[4],[5] (dessin), avec Arnaud Delalande, Yvon Bertorello (scénario) et Vérane Otéro (couleurs), Éditions Les Arènes, 2018.
- L'Histoire des saints en bande dessinée (illustrations), avec Raphaëlle Simon (textes) et Clémence Bidot (couleurs), Glénat BD, 2019.
- Les Gardiens du Pape, la Garde Suisse Pontificale[11],[12] (dessin), avec Arnaud Delalande, Yvon Bertorello (scénario) et Clémence Bidot (couleurs), Artège, 2019
- Arnaud Beltrame. Le don et l'engagement[13] (dessin), avec Arnaud Delalande (textes) et Clémence Jollois (couleurs), Éditions Plein vent, 2021.
- Après la Rafle. Une histoire vraie[14] (dessin), avec Arnaud Delalande, Joseph Weismann (textes) et Clémence Jollois (couleurs), Éditions Les Arènes, 2022.
- Les Trois Mousquetaires.[15] (dessin), avec Arnaud Delalande, Hubert Prolongeau (textes) et Alice Bono (couleurs), Éditions Plein vent, 2023.
- Il était une fois l'escalade.[16],[17] (dessin), avec Catherine Destivelle, David Chambre (textes) et Clémence Jollois (couleurs), éditions du Mont-Blanc et éditions Les Arènes, 2023.
- Le dernier témoin d'Oradour-sur-Glane, avec Arnaud Delalande, Agathe hébras (textes) et Marie-Odile galopin (couleurs), éditions Harper Collins, 2024.

### Albums jeunesse
- En famille avec Dieu (sept planches de bandes dessinées), avec la Commission épiscopale pour la catéchèse et le catéchuménat, 2011.
- Magnificat junior, Fleurus.

### Illustration
- Langelot (illustrations), avec Vladimir Volkoff (auteur), Éditions du Triomphe.

## Prix
- Mention spéciale du jury du CRIABD (Centre religieux d'information et d'analyse de la BD) en 2008 pour L'Histoire du Mont-Saint-Michel (éditions Glénat)[18].
- Prix Gabriel jeunesse 2017 décerné par le CRIABD (Centre religieux d'information et d'analyse de la BD) pour Au matin du troisième jour (éditions Mame)[19].
- Mention spéciale du Prix International de la bande dessinée chrétienne par la conférence des évêques de France à Paris à l'occasion du festival d'Angoulême (2019), pour François : Des favelas au trône de Saint-Pierre (éditions Les Arènes) [20].
- Prix européen "Gabriel" de la BD chrétienne 2019, décerné par le CRIABD, pour François : Des favelas au trône de Saint-Pierre [21].
- Prix Melouah-Moliterni 2022 pour une création originale en faveur des Droits de l'Homme pour Après la Rafle[22].
- Prix de l'Ordre National du Bleuet de France du Concours National de la Résistance et de la Déportation 2022 pour Après la Rafle.
- Le Prix Jeunesse des Galons de la BD 2023 organisé par le ministère des Armées pour Après la Rafle[23].
- Prix littéraire des lycéens, apprentis et stagiaires, catégorie Val-de-Marne 2023 pour Après la Rafle[24].
- Prix BD du pays d'Ancenis 2022/2023[25], pour Après la Rafle, décerné par l'association Ancenis BD, l'Espace Culturel Leclerc d'Ancenis-Saint-Géréon et le réseau Biblio'Fil de la COMPA. Prix qui propose de découvrir six bandes dessinées de jeunes auteurs ou illustrateurs locaux.

### Articles
- Raphaëlle Simon, "Laurent Bidot : "Je suis un pèlerin de papier"", La Vie, 24/06/2015
- Jean-Pierre Montanay, "Laurent Bidot, il croque le Pape en BD", L'Express, 26/12/2018
- Gauthier Vaillant, "Laurent Bidot, encré dans la foi", La Croix, 12/08/2019